# 今まで一度も女扱いされたことがない女騎士を女扱いする漫画
『今まで一度も女扱いされたことがない女騎士を女扱いする漫画』（いままでいちどもおんなあつかいされたことがないおんなきしをおんなあつかいするまんが、英 : How to Treat a Lady Knight Right）はマツモトケンゴによる日本の漫画作品。略称は「今騎士」。
2017年6月17日以降に作者が「第（ダイ）」名義でTwitterやpixiv、ニコニコ漫画などで漫画の投稿したことが契機となり、2018年3月28日から講談社のウェブコミック配信サイト『水曜日のシリウス』やニコニコ漫画にて公式連載を開始し、2021年3月11日の更新分をもって完結した。

## あらすじ
魔法使いの青年フーリーは聖剣レオに愛の告白をした。当初は拒否されたものの、フーリーの真剣な思いに応えたレオはパーティとして冒険を始めた。かつて、厳格な父親の指導によりレオは女を捨てたが、レオを一途に思うフーリーに対して徐々に心を開いた。やがて、多くの友好関係が築いたレオは一人の女性として歩み始める。御前試合に出場したフーリーは副賞の「レオとの結婚」を得られなかったものの、改めてフーリーの思いをレオは知る。隣国との親善試合に勝利したレオはフーリーを愛し始めた。そこへ、魔王の調査から帰還したレオの父親が現れてレオは叱責され、二人は魔王の討伐軍に参加した。しかし、禁術の回復魔法により生命力を削るフーリーを心配して、フルールは愛の告白をした。

## 登場人物
レオ・コルネリア
本作の主人公・メインヒロイン。「無敗の聖剣」で最強の女騎士。一人称は「我」。大型モンスターを単独で討伐する実力がある。右目は盲目で脳筋な性格であり、腹筋はシックスパック。
腹筋好きのフーリーが満足するほど鍛えられた体の持ち主。魔力は大魔導師並みの潜在力があり、上級爆裂魔法である「エクスプロージョン」を詠唱できる。
常時は冷静で殺伐した雰囲気であるが、御前試合後はフーリーに恋愛感情を持ち始めた。
数多くの悩みがあったが、すべてはフーリーといちゃつきたかっただけだったため、その悩みを吹っ切ったため、魔王を圧倒した。
フーリー・デント
本作の主人公・青年の魔法使い。冒頭で花束を携えてレオに愛の告白をした。
当初は相手にされなかったがアプローチを続けた結果、レオとパーティの仲に至った。腹筋好き。
レオの腹筋に触れると覚醒する。性格は誠実で礼節があるが、シスコンである。
自身の生命力を犠牲にする「回復魔法」が使用できる。詠唱しなくても魔法が使える。
回復魔法を覚えたのも、レオの傷だらけになりながらも魔物を倒す姿に見惚れて、彼女の傷を治したいと思ったため。
腹筋砲という技を持つ。
回復魔法で限界を越えたため、髪の色が変わってしまっている。
異世界のレオが召喚されなければ、魔王にはフーリーが選ばれていた。
アスモデウス
フーリーの腹筋に対する想いから生み出された存在。見た目は、腹筋に翼の生えた姿をしており、その腹筋は99点と採点されている。
七つの大罪の一柱である、色欲の悪魔であり、フーリーに力を与えるべく顕現した。
アンリ・デント
フーリーの妹で武闘家の少女。黒髪で髪型はツインテール、真面目な性格の持ち主。ブラコンだが、フーリーとレオの関係を知ってからは二人を見守る。
武闘家としての力量も高いため、魔王討伐にも召集されている。
サリエラ
ダークエルフの占い師、マッサージ師。レオやフーリーの関係の理解者である。しかし、いたずら好きのドSでレオをいじる。年齢は不明であり、レオが尋ねた際には怒髪天を突いた。
ヘルガ・ヴァーグナー
黒のロングヘアーの女性。「狂剣」と称される剣士。レオと同様に女扱いされない女剣士。凶悪で孤高な見た目だが、実際は人見知りで律儀、温和な性格である。生娘。友達がいない。
レオに憧れて鍛錬してきたものの、見た目よりレオを含む多くの人々から誤解されている。フーリーを友達として慕うが、初めての異性の友達であるため困惑する。
サキュバスのリサを召喚できる。
イルムガルド
次期魔王候補の女悪魔。ツンデレで乙女な性格である。ヒロから求婚される度に逃げ回っている。
イルムガルドの使い魔
コウモリ型の使い魔。イルムガルドに対して毒舌である。
ヒロ
青年の冒険者。49話の終幕で花束を携えてイルムガルドに愛の告白をした。イルムガルドと結婚するべく魔界の怪物の肉を食し、秘術を用いて魔族となった。フーリーと同様に、好きな人を前にすると周りが見えなくなる。
フルール・バラノヴァ
近衛騎士に所属する女騎士。最年少で実力と容姿と親のコネを兼ね備えた美少女。レオのパーティであるフーリーに嫉妬して戦闘になるが覚醒したフーリーに降参した。近衛騎士は副業で、奴隷が本業。
フーリーの圧倒的な実力に魅了されてストーカーとなった。
根は真面目で優しい性格だとフーリーは信じている。
なお、自身が変態で犯罪行為を犯していると自覚している。
寝る間も惜しんで腹筋を鍛えて、フーリーに90点超えと採点された。
メルヴィー
元・近衛騎士の「最強の女騎士」。一人称は「ボク」。
騎士団内での親善試合にてレオに敗北して、家を追い出されて地位と名誉を失った。
レオへの復讐心に駆られて魔界で禁術を行使して魔物となったが、レオと戦闘して敗北した。
隣国との親善試合に出場し、フーリーと喧嘩したレオを慰めた。
フィレオ3世
国王。レオやフーリーを親善試合に招待した。レオの父親と懇意にしており、レオとも親しい仲。語尾に「のだ」とつく喋り方をする。
レオに伴侶をと、御前試合の副賞にレオとのお見合いができる権利をつけている。
ハリエット
フーリーの師匠の女魔法使い。フルールをフーリーの想い人と勘違いしてフルールを「偽証の矢」で貫いた。回復魔法で生命力を削るフーリーの生命を守るべく、フーリーを幼児化した上で誘拐を企図した。
王都に存在する魔法の大半を伝えている。
フォルテ
御前試合に出場した女呪術師。
呪術によってレオに憑依して優勝賞金を狙ったが、決勝戦にて覚醒したフーリーに敗北した。
レオの父親
厳格な性格の剣士。レオを幼少期から剣の鍛錬をさせた。魔王の調査から帰還し、御前試合後のレオの元へ訪れた。
魔王を倒したフーリーたちの下に援軍を連れて馳せ参じたが、いいところを邪魔されそうになったため、レオに殴られている。
魔王
女性。千年に一度の周期で開く魔界の門から召喚された魔族の統率者。全身傷だらけで、背中に何本もの剣が突き立てられている。
腹筋が割れており、フーリーに最高の腹筋と称されている。
その正体は異世界のレオであり、闘争を求めて闘い続けた存在。
フーリーに敗れた後は、レオの父親によって養子に迎えられており、近衛騎士になっている。

### 親善試合の登場人物
ダイアナ・オールドリッチ
隣国で最強の女騎士で超上級魔法の使い手。レオが一番の推し。親善試合中にレオに告白したものの振られた。
カルヴィン・へーゼルダイン
隣国の大魔道士の女性で上級魔法の使い手。
ドルーチェ
隣国の黒魔道士の女性。メルヴィーが一番の推し。

## 書誌情報
- マツモトケンゴ 『今まで一度も女扱いされたことがない女騎士を女扱いする漫画』 講談社〈シリウスKC〉、全7巻
  1. 2019年1月9日発売[書誌 1] 、ISBN 978-4-06-514228-8
  2. 2019年3月8日発売[書誌 2] 、ISBN 978-4-06-514782-5
  3. 2019年7月9日発売[書誌 3] 、ISBN 978-4-06-516207-1
  4. 2019年11月8日発売[書誌 4] 、ISBN 978-4-06-517418-0
  5. 2020年4月9日発売[書誌 5] 、ISBN 978-4-06-518951-1
  6. 2020年11月9日発売[書誌 6] 、ISBN 978-4-06-521182-3
  7. 2021年5月7日発売[書誌 7] 、ISBN 978-4-06-523036-7

### 書誌出典
1. ↑  “マツモトケンゴ『今まで一度も女扱いされたことがない女騎士を女扱いする漫画』1巻”.   講談社. 2020年9月24日閲覧。
2. ↑  “マツモトケンゴ『今まで一度も女扱いされたことがない女騎士を女扱いする漫画』2巻”.   講談社. 2020年9月24日閲覧。
3. ↑  “マツモトケンゴ『今まで一度も女扱いされたことがない女騎士を女扱いする漫画』3巻”.   講談社. 2020年9月24日閲覧。
4. ↑  “マツモトケンゴ『今まで一度も女扱いされたことがない女騎士を女扱いする漫画』4巻”.   講談社. 2020年9月24日閲覧。
5. ↑  “マツモトケンゴ『今まで一度も女扱いされたことがない女騎士を女扱いする漫画』5巻”.   講談社. 2020年9月24日閲覧。
6. ↑  “マツモトケンゴ『今まで一度も女扱いされたことがない女騎士を女扱いする漫画』6巻”.   講談社. 2020年11月9日閲覧。
7. ↑  “マツモトケンゴ『今まで一度も女扱いされたことがない女騎士を女扱いする漫画』7巻”.   講談社. 2021年5月7日閲覧。